# Oleksandr Chernetskyy
Oleksandr Stepanovych Chernetskyy (en ukrainien : Олександр Степанович Чернецький), né le 17 février 1984 à Dolyna, dans l'oblast d'Ivano-Frankivsk, est un lutteur ukrainien, spécialiste de la lutte gréco-romaine.
Il remporte la médaille de bronze lors des Championnats d'Europe de lutte 2006, en catégorie des moins de 120 kg, et lors des Championnats du monde de lutte 2015, en catégorie des moins de 130 kg.
Il est médaillé d'argent lors des Championnats d'Europe de lutte 2016, en catégorie des moins de 130 kg.